# Pyrrhula
Pyrrhula és un dels gèneres d'ocells de la família dels fringíl·lids (Fringillidae).

## Taxonomia
Segons la classificació del Congrés Ornitològic Internacional (versió 15.1, 2025), aquest gènere està format per 8 espècies:
- Pinsà borroner bru (Pyrrhula nipalensis Hodgson, 1836)
- Pinsà borroner taronja (Pyrrhula aurantiaca Gould, 1858)
- Pinsà borroner cap-roig (Pyrrhula erythrocephala Vigors, 1832)
- Pinsà borroner capgrís (Pyrrhula erythaca Blyth, 1862)
- Pinsà borroner de Taiwan (Pyrrhula owstoni Rothschild & Hartert, EJO, 1907)
- Pinsà borroner galtablanc (Pyrrhula leucogenis Ogilvie-Grant, 1895)
- Pinsà borroner eurasiàtic (Pyrrhula pyrrhula Linnaeus, 1758)
- Pinsà borroner de les Açores (Pyrrhula murina Godman, 1866)